# カスター郡 (コロラド州)
カスター郡（英: Custer County）は、アメリカ合衆国コロラド州に位置する郡である。人口は4,704人（2020年）。郡庁所在地はウエストクリフである。

## 歴史
カスター郡はフリーモント郡の南半分を分離して、1877年3月9日にコロラド州議会によって設立された。元々Ulaに設置されていた、ここの郡庁所在地は1878年にRositaへ、1928年にウエストクリフに落ち着く前の1886年にシルバークリフに移動した。

## 地理
アメリカ合衆国統計局によると、この郡は総面積1,916 km2 (740 mi2) である。このうち1,914 km2 (739 mi2) が陸地で3 km2 (1 mi2) が水地域である。総面積の0.14%が水地域となっている。

## 人口動勢
2000年国勢調査で、この郡は人口3,503人、1,480世帯、及び1,077家族が暮らしている。人口密度は2/km2 (5/mi2) である。2/km2 (4/mi2) の平均的な密度に2,989軒の住宅が建っている。この郡の人種的な構成は白人95.89%、アフリカン・アメリカン0.37%、先住民1.11%、アジア0.29%、太平洋諸島系0.00%、その他の人種0.71%、及び混血1.63%である。この人口の2.51%はヒスパニックまたはラテン系である。
この郡内の住民は22.50%が18歳未満の未成年、18歳以上24歳以下が4.50%、25歳以上44歳以下が23.30%、45歳以上64歳以下が35.00%、及び65歳以上が14.80%にわたっている。中央値年齢は45歳である。女性100人ごとに対して男性は104.30人である。18歳以上の女性100人ごとに対して男性は102.00人である。
この郡の世帯ごとの平均的な収入は34,731米ドルであり、家族ごとの平均的な収入は41,198米ドルである。男性は32,460米ドルに対して女性は20,868米ドルの平均的な収入がある。この郡の一人当たりの収入 (per capita income) は19,817米ドルである。人口の13.30%及び家族の9.80%は貧困線以下である。全人口のうち18歳未満の20.10%及び65歳以上の12.60%は貧困線以下の生活を送っている。

## 都市及び町
- シルバークリフ (Silver Cliff)
- ウエストクリフ (Westcliffe)